# 無償の行為
無償の行為（むしょうのこうい、仏: Acte gratuit）は、何らの利害関係もなく、無動機で行われる行為のこと。フランスの作家アンドレ・ジッドの小説「法王庁の抜け穴」におけるテーマの1つ。

## 具体例
「無償の行為」の具体的な例としては、「たまたま一緒の汽車に乗り合わせた人間を走っている汽車の外に突き落とす」のようなものがある。現実世界において、真の意味での「無償の行為」が起こりえるかどうかについては、小説発表以来、論議の対象となってきた。